# إيليا زاخاروف
إيليا ليوندوفيتش زاخاروف (بالروسية: Илья Леонидович Захаров) هو غطاس روسي ولد في يوم 2 مايو 1991، أبرز إنجازاته هو فوزه بالميدالية الذهبية بمسابقة الغطس من منطة من علو 3 متر في دورة الألعاب الأولمبية الصيفية 2012 في لندن متفوقاً على الصينيين تشين كاي و هي تشونغ، كما فاز بالميدالية الفضية بنفس العلو بالثنائي المتزامن مع إيفجيني كوزنتسوف.

## روابط خارجية
- إيليا زاخاروف على موقع الاتحاد الدولي للسباحة (الإنجليزية)
- إيليا زاخاروف على موقع قاعدة بيانات الغوص IAT (الألمانية)
- إيليا زاخاروف على موقع اللجنة الأولمبية الدولية (الإنجليزية)
- إيليا زاخاروف على موقع أوليمبيديا (الإنجليزية)